# Electrona paucirastra
Electrona paucirastra és una espècie de peix de la família dels mictòfids i de l'ordre dels mictofiformes.

## Morfologia
- Els mascles poden assolir 7 cm de longitud total.[1][2]

## Depredadors
A Nova Zelanda és depredat per Micromesistius australis i Macruronus novaezelandiae.

## Hàbitat
És un peix marí i d'aigües profundes.

## Distribució geogràfica
Es troba a l'hemisferi sud: oceans Atlàntic, Índic i Pacífic.